# Волгонефть

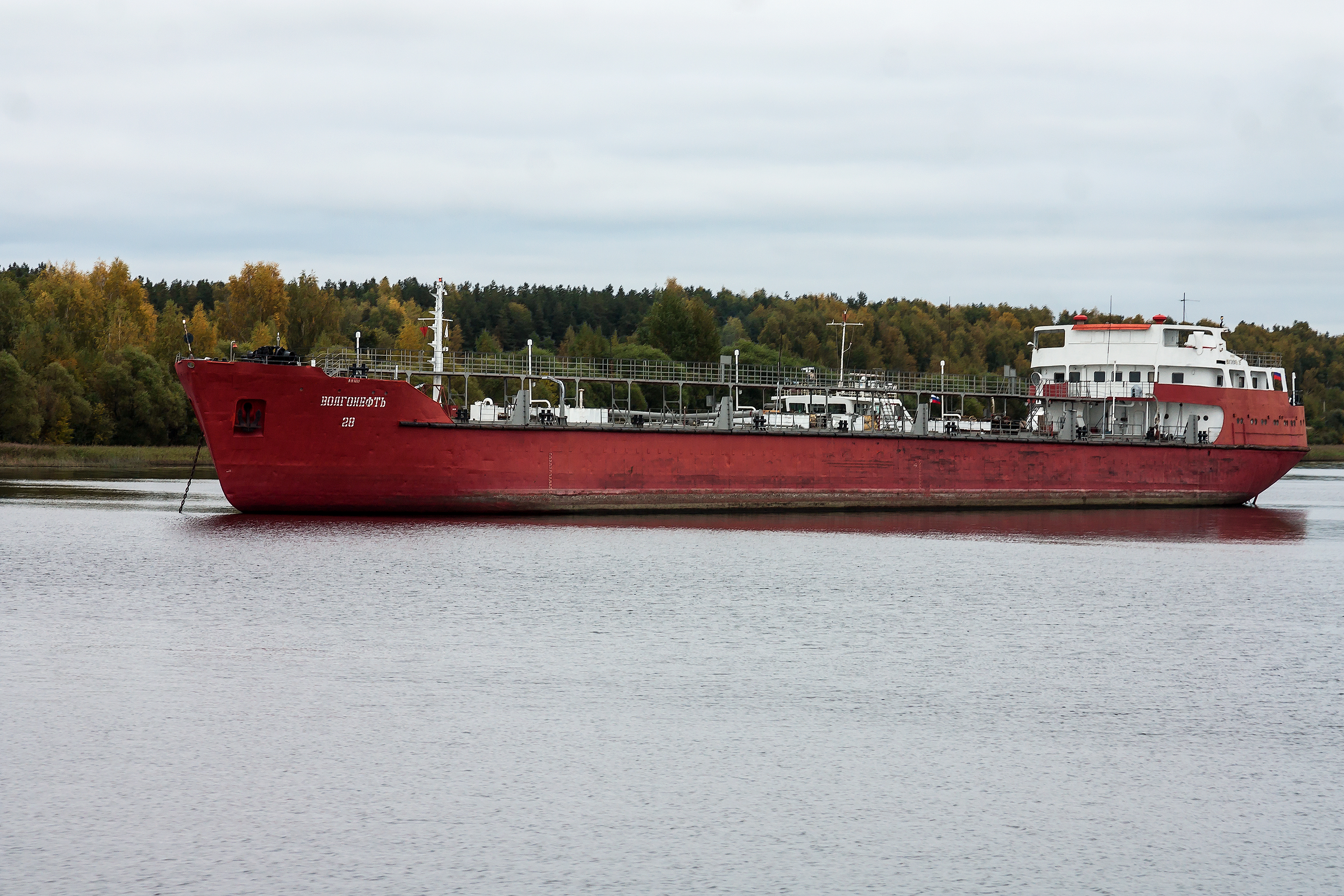
Волгонефть-28

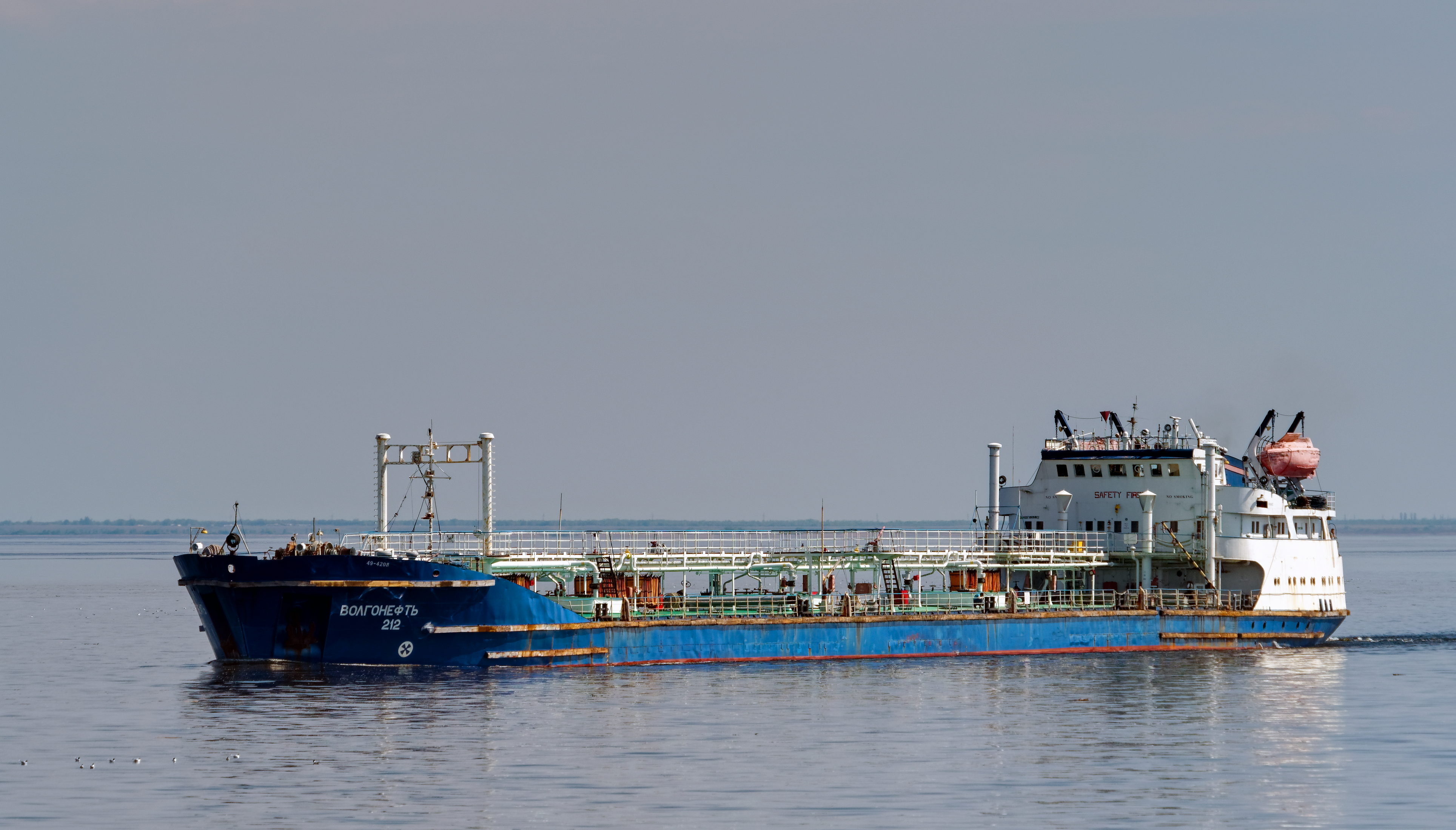
Волгонефть-212

Волгонефть — нафтоналивні танкери (палубні наливні судна) класу «річка-море»; наймасовіша серія танкерів такого класу в СРСР та Росії, призначена для перевезення сирої нафти та нафтопродуктів.
Судна типу «Волгонефть» — це великі однопалубні двогвинтові наливні судна класу «річка-море», з баком та ютом, з подвійними бортами та подвійним дном, з машинним відділенням та надбудовою в кормовій частині. Вантажопідйомність — 4800-5000 тонн, потужність двигунів 1472 та 1764 кВт. Призначення судна — перевезення в річкових умовах нафтопродуктів I и II классов з питомою вагою 0,8 кг/м³ та нафтопродуктів III и IV классов, що потребують підігріву.
Існує кілька проектів судів такого типу: проект 550, проект 550А, проект 558, проект 630, проект 1577.
Будувалися на наступних суднобудівних заводах:
- Волгоградський СБЗ (Росія, м. Волгоград);

- СБРЗ «Іван Димитров» / Rousse Shipyard (Болгарія, м. Русе).

- СБРЗ «Георгій Димитров» (Болгарія, м. Варна).

## Події
15 грудня 2024 вранці поблизу Керченської протоки зазнали аварії одразу два російські танкери — «Волгонефть-212» (на фото) та «Волгонефть-239». Судна, які були заповнені мазутом, хвилями розламало навпіл. «Волгонефть 239», сів на мілину за 80 метрів від порту Тамані (Краснодарський край РФ). Аварія призвела до витоку більше 4 тисяч тонн мазуту в море. Greenpeace стверджує, що це може мати серйозні наслідки для екології.
Через 25 днів після аварії танкерів у Керченській протоці президент РФ Путін доручив створити штаб з ліквідації її наслідків.